# Polonezy op. posth (Chopin)
Polonezy op. posth. – zgodnie z oznaczeniem, polonezy Fryderyka Chopina niewydane za jego życia.
Julian Fontana, oddając do wydania pozostawione utwory Chopina, utworzył op. posth. 71. Znajdowały się w nim trzy polonezy (I − d-moll, II – B-dur, III − f-moll) z lat 1827–1829.
Istnieją również polonezy bez numeru opusowego.

## Polonezy op. posth.

### Op. posth. [71]
dzieła opusowane przez Fontanę
- d-moll (1827)
- B-dur (1828)
- f-moll (1829)

### Tzw.polonezy młodzieńcze
polonezy napisane na początku kariery kompozytorskiej
- g-moll (1817) – pierwsze dzieło Chopina, skomponowane przezeń w wieku siedmiu lat
- B-dur (1817)
- As-dur (1821)

### Inne polonezy warszawskie
utwory napisane w Warszawie, przed wyjazdem do Paryża
- b-moll (1826)
- gis-moll (1822 lub 1824)
- Ges-dur (1829 lub 1830)